# Caño de Cortadura
Caño de Cortadura o de la Cortadura es un caño o brazo de agua artificial situado en el término municipal de Puerto Real, en España. Fue realizado artificialmente como protección del Fuerte de San Luis en la Isla del Trocadero. Durante la Batalla de Trocadero fue atravesado por las tropas francesas que finalmente tomaron el fuerte.

## Situación
El caño comunica el brazo de mar del río San Pedro con el saco interno de la bahía de Cádiz por el canal de Trocadero. Es por tanto un elemento importante de comunicación de aguas.